# Ginkgocythere
Ginkgocythere is een geslacht van kreeftachtigen uit de klasse van de Ostracoda (mosselkreeftjes).

## Soort
- Ginkgocythere puchiheyi Hu & Tao, 2008